# Vikerkaar
Vikerkaar (Викеркаар, Радуга) — эстонский литературный журнал, издающийся с июля 1986 года. До 2006 года существовала также версия на русском языке. Главный редактор — Мярт Вяльятага.
Журнал выходит при поддержке Министерства культуры Эстонии и Эстонского фонда культуры. Vikerkaar создавался как «молодёжный» журнал, однако в основном публикует уже состоявшихся авторов.

## История
Инициаторами создания журнала были Рейн Вендеманн, Яаков Йыэрюют и Пеэтер Вихалемм. Учредителем журнала стал историк Марек Тамм.
Пик популярности «Радуги» пришёлся на 1989—1990 годы, когда русскоязычная версия распространялась (в частности, по подписке) по всему СССР, а её тираж достигал 30 тысяч экземпляров. Русскоязычная версия знакомила свою аудиторию с эстонской культурой, в первую очередь с переводами эстонских писателей, таких, как Яан Каплинский. Журнал публиковал произведения, ранее ходившие только в самиздате, например, повесть Юрия Якимайнена «Здравствуй, Маяковский» и другие ранее запрещённые советской цензурой материалы.
В эти же годы в журнале появилась рубрика «Балтийский путь», где публиковались статьи литовских, латвийских и эстонских интеллектуалов — сторонников независимости. В номере 6 за 1990 год за подписью Председателя Верховного Совета Эстонской ССР Арнольда Рюйтеля было напечатано Постановление «О государственном статусе Эстонии», декларировавшее восстановление независимости страны.
Журнал время от времени выпускает тематические номера. Например, дважды выходила версия, посвящённая городу Нарва, в 2001 году вышел номер, посвящённый Холокосту.
Vikerkaar входит в сеть европейских журналов о культуре Eurozine. Журнал публикует произведения наиболее известных эстонских писателей и переводы зарубежных авторов, например, таких, как Перри Андерсон, Тимоти Гартон Эш, Зигмунт Бауман и др.

## Главные редакторы

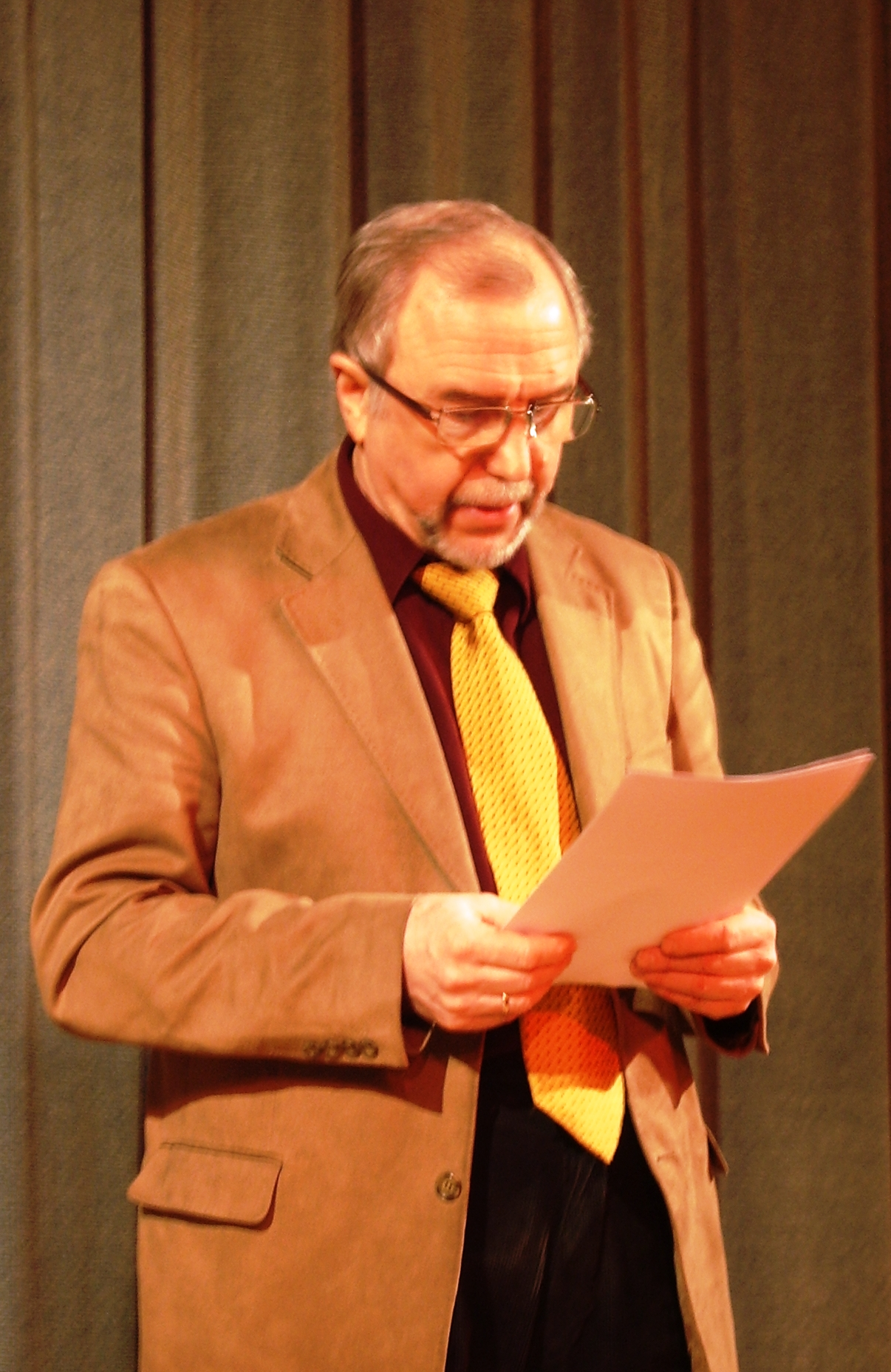
Первый главный редактор журнала Вендеманн, Рейн

- 1986—1990 — Рейн Вендеманн[эст.][7]
- 1990—1995 — Тойво Таса[эст.]
- С 1995 — Мярт Вяльятага[эст.]

## Тиражи
Суммарные тиражи журнала по годам
- 1986 — 20 000
- 1987 — 34 000
- 1988 — 36 000
- 1989 — 53 000
- 1990 — 54 000
- Июнь 1991 — 10800
- 2006 — 1500

Русскоязычная версия в последние 4 года перед закрытием (2002—2006) издавалась тиражом 300 экземпляров.